# Список найстаріших університетів

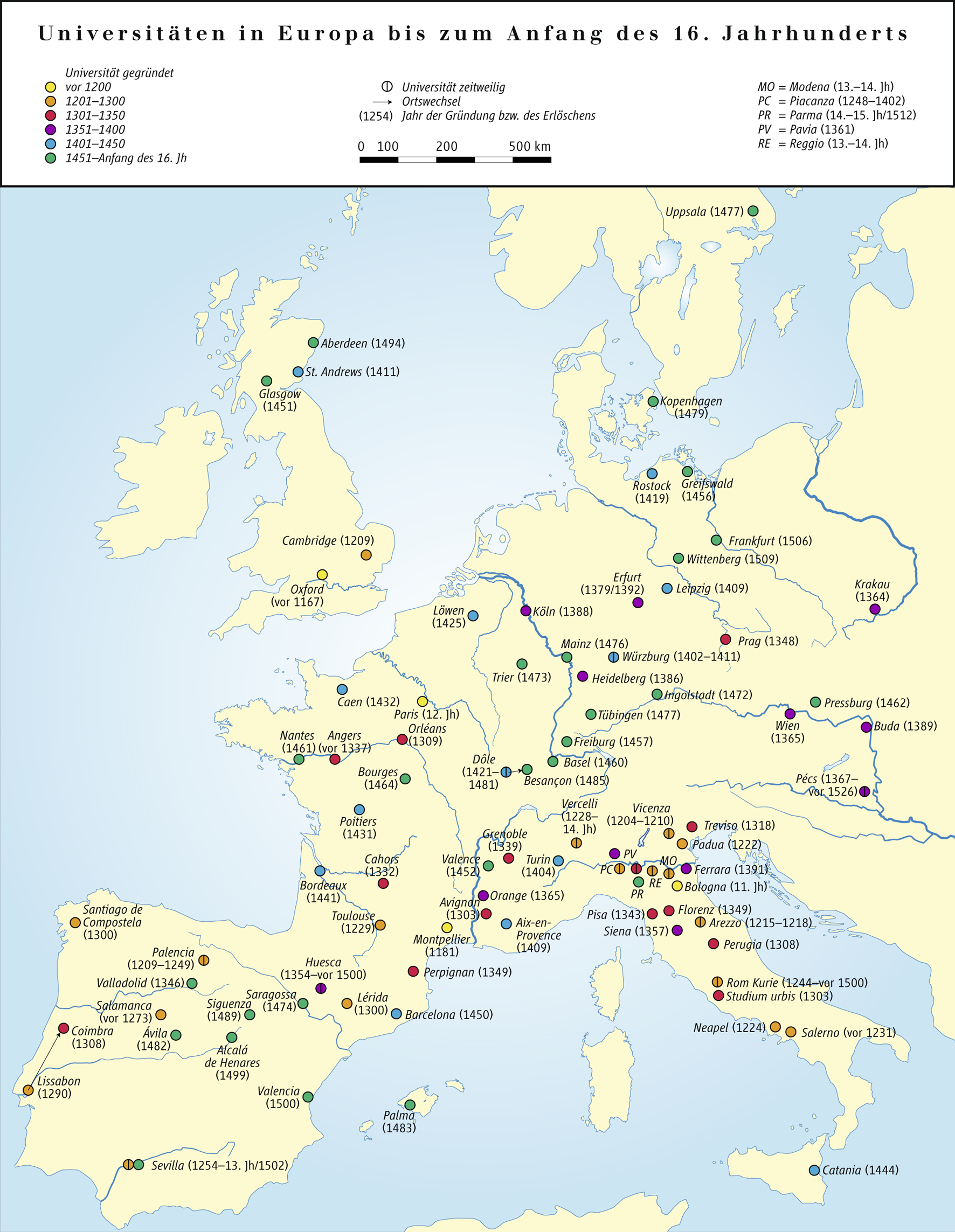
Університети Європи, засновані до початку XVI століття

Герб Болонського університету, який вперше у світі мав назву «університет».

Список найстаріших університетів містить найстаріші університети Європи та європейських колоній незалежно від того, чи був університет закритий після заснування. Роком заснування вважається рік, у якому закладу було надано статус університету. Попередники університетів, такі як школи та колегіуми, відзначені окремо.
У Середньовіччі та на початку Нового часу для відкриття університету були потрібні кошти від церкви або керівної місцевої аристократії. Статус університету в католицькій Європі надавався Папською буллою. Винятки з цього правила складають найдавніші європейські університети, засновані до XIII століття. У сучасному розумінні ці заклади були окремими факультетами і розвинулися в повноцінні університети лише з часом. Тож важко встановити точну дату їхнього заснування.
Неапольський університет уже в XIII столітті був єдиним європейським університетом, який проводив навчання без Папської булли. Починаючи від XVI століття, новіші лютеранські університети засновувалися без Папської булли. Окрім того, існували численні кальвіністські високі школи, що пропонували навчання, подібне до університетського, але не мали офіційного університетського привілею та не могли надавати наукові ступені. Ці заклади не було внесено до списку.
Позаєвропейські навчальні заклади та заклади, засновані в європейських колоніях, традиційно мали переважно релігійну та філософську навчальну програму. Тому історично некоректно називати їх університетами, які були утвореннями європейського Середньовіччя. Починаючи з XIX століття, модель європейської університетської освіти набуває поширення в інших частинах світу.
До неєвропейских університетів з найдавнішою історією належать Аль-Карауїн у Фесі (859), Аль-Азгар у Каїрі (975), Університет Аль-Мустансірія в Багдаді (1233), Санкоре Мадрасах в Тімбукту (1327), Університет Сонгюнгван у Сеулі (1398) та Стамбульський університет (1453).

## Середньовічні
| Заснований       | Університет                 | Країна             | Засновник           | Примітки                                                    |
| ---------------- | --------------------------- | ------------------ | ------------------- | ----------------------------------------------------------- |
| 982              | Пармський університет       | СРІ (Італія)       |                     |                                                             |
| ІХ ст.           | Салернська школа            | Салерно (Італія)   |                     | статус університету під сумнівом                            |
| 1088             | Болонський університет      | СРІ (Італія)       |                     | на основі школи права кінця XI ст.                          |
| початок ХІІІ ст. | Паризький університет       | Франція            |                     | булла папи Климента IV 1268 року                            |
| початок ХІІІ ст. | Оксфордський університет    | Англія             |                     | офіційна дата заснування — 1096 рік                         |
| 1204             | Віченцький університет      | Італія             |                     | закритий 1209 року                                          |
| 1208             | Паленсійський університет   | Іспанія            | Альфонсо VIII       | закритий в 1250 році                                        |
| 1209/1284        | Кембриджський університет   | Англія             |                     | за легендою — 1209 рік; офіційно — 1284 рік                 |
| початок ХІІІ ст. | Монпельєський університет   | Франція            | Миколай IV          | навчання з 1180, перший медичний факультет — з 1220         |
| 1215             | Ареццо                      | Італія             |                     | закритий — 1260, перезаснований — 1355, закритий — 1373.    |
| 1218/19          | Саламанкський університет   | Іспанія            | Альфонсо IX         |                                                             |
| 1222             | Падуанський університет     | Італія             |                     | точна дата заснування не відома                             |
| 1224             | Неапольський університет    | Італія             | Фрідріх II          |                                                             |
| 1228             | Верчельський університет    | Італія             |                     | закритий в 14 столітті                                      |
| 1229             | Тулузький університет       | Франція            | Людовик IX          |                                                             |
| 1245             | Studium Римської Курії      | Італія             |                     |                                                             |
| 1245             | Сієнський університет       | Італія             |                     | закритий — 1252, перезаснований — 1357                      |
| 1248             | Піаченцький університет     | Італія             |                     | перенесений в 1398—1402.                                    |
| близько 1250     | Анжейський університет      | Франція            |                     | studium generale в 1337                                     |
| 1254–1260        | Севільський університет     | Кастилія (Іспанія) |                     | закритий в 1270 році.                                       |
| 1290             | Лісабонський університет    | Португалія         | Дініш I             | на Коїмбрський університет в XV ст.; перезаснований — 1911. |
| Кінець ХІІІ ст.  | Вальядолідський університет | Іспанія            |                     | Визнаний як studium generale в 1346 році.                   |
| 1300             | Ллейдський університет      | Іспанія            | Хайме II            | закритий — 1717; перезаснований — 1991.                     |
| 1303             | Авіньйон                    | Франція            |                     |                                                             |
| 1303             | Рим                         | Італія             |                     | закрити в кінці 14 століття; перезаснований — 1431 р.       |
| 1308             | Перуджа                     | Італія             | Клемент V           | імперський університет з 1355                               |
| 1308             | Коїмбрський університет     | Португалія         |                     | перенесений з Лісабону                                      |
| 1318             | Тревізо                     | Італія             |                     | закрито наприкінці 14 століття; перезаснований — 1431       |
| 1332             | Кагор                       | Франція            | Іоанн XXII          |                                                             |
| 1339             | Гренобль                    | Франція            |                     | закрито в другу половину 14 століття                        |
| 1339             | Веронський університет      | Італія             |                     | studium з нез'ясованим статусом, закрито в 15 столітті.     |
| 1343             | Пізанський університет      | Італія             |                     | закрито бл. 1360 року; перезаснований — XV ст.              |
| 1348             | Празький університет        | Чехія              | Карл IV, Климент VI |                                                             |
| 1349             | Флорентійський університет  | Італія             |                     | перенесення до Піза 1472 року                               |
| 1350             | Перпіньян                   | Арагон             | Педро IV            | закритий 1794 року, перезаснований — 1971                   |
| 1354             | Уеска                       | Іспанія            |                     | закритий в ХV ст.; перезаснований — 1464 року               |
| 1361             | Павія                       | Італія             | Карл IV             | перенесений в П'яченцу 1398; перезаснований — 1412          |
| 1364             | Краківський університет     | Польща             |                     | закритий бл. 1370; перезсанований — 1397                    |
| 1365             | Оранжський університет      | Франція            | Карл IV             |                                                             |
| 1365             | Віденський університет      | Австрія            | Рудольф IV          |                                                             |
| 1367             | Печ                         | Угорщина           |                     | закритий 1376 року; перезаснований — 2000                   |
| 1369             | Лукка                       | СРІ (Італія)       | Карл IV             |                                                             |
| 1379             | Ерфуртський університет     | Німеччина          | Ерфурт              | закритий — 1816, перезасновний — 1994                       |
| 1386             | Гайдельберзький університет | Німеччина          | Рупрехт I, Урбан VI | привілей папи 1385.                                         |
| 1388             | Кельнський університет      | Німеччина          | Урбан VI            | закритий — 1794, перезаснований — 1919.                     |
| 1391             | Феррарський університет     | Феррара (Італія)   | Боніфацій IX        | закритий 1394 року; повторне заснування 1430 року           |
| 1395             | Буда                        | Угорщина           | Боніфацій IX        | закритий 1400 року; повторне заснування 1410 року           |
| 1396             | Задар                       | Хорватія           |                     | перезаснований — 2003                                       |
| 1398             | Фермоський університет      | Італія             | Боніфацій IX        | закритий 1826                                               |

## XV століття
| Заснований | Університет                            | Історія |
| 1402       | Вюрцбург, Німеччина                    | Закрито в 1413, 1582 нове заснування |
| 1404       | Турин, Італія                          | Навчання в 1536 тимчасово перервано |
| 1409       | Лейпциг, Німеччина                     | Заснований викладачами Празького університету у вигнанні |
| 1409       | Екс-ан-Прованс, Франція                | Заснований за Людовіка II, герцога Провансу, розформовано в 1791 році на користь незалежності окремих факультетів, з 1969 року Університет Екс-Марсель |
| 1411       | Сент-Ендрюс, Шотландія                 | Найстаріший університет в Шотландії, й третій найстаріший англомовний університет, заснований папською буллою антипапи Бенедикта XIII. |
| 962        | Парма, Італія                          | Претендував на статус Studium Generale |
| 1419       | Росток, Німеччина                      | Заснований за папською буллою Папи Мартіна V князями Іоанном IV та Альбрехтом V з Мекленбурга та Радою міста Росток як перший університет північної Німеччини та всього регіону Балтійського моря                                                         |
| 1422       | Доль, Франція                          | Заснований Філіпом Добрим; в 1678 році переведено Людовиком XIV до Безансона. |
| 1425       | Левен, Нідерланди                      | З 1968 року поділено на французький та голландський університети. |
| 1431       | Пуатьє, Франція                        | Заснований за короля Карла VII за папською буллою папи Євгенія IV з факультетами богослов'я, військового права, цивільного права, медицини та мистецтва. У 16 столітті Університет Пуатьє був у Франції другим за значенням після Паризького університету |
| 1432       | Кан, Франція                           | Заснований англійським королем Генріхом VI, підтверджено у 1452 році французьким королем Карлом VII |
| 1441       | Бордо, Франція                         | За папською буллою Папи Євгенія IV, розпався в 1793 році, в 1896 році заснований повторно, в 1968 році розділено на чотири університети |
| 1444       | Катанія, Італія                        | Заснований Альфонсом V Арагонським, папська булла Євгенія IV |
| 1446       | Жирона, Іспанія                        | королівська грамота про заснування лише в 16 столітті |
| 1450       | Барселона, Іспанія                     | Заснований королем Альфонсом Великодушним |
| 1451       | Глазго, Шотландія                      | Заснований за пропозицією Короля Джеймса II за папською буллою Папи Миколая V; другий найстаріший університет в Шотландії і четвертий найстаріший у Великій Британії                                                                                      |
| 1452       | Валансьєнн, Франція                    | Заснований Людовиком XI, розформовано в 1792 році |
| 1456       | Грайфсвальд, Німеччина                 | Заснований під заступництвом герцога Поморського Вартислава IX з ініціативи міської ради |
| 1457       | Фрайбург, Німеччина                    | Заснований Австрійським ерцгерцогом Альбрехтом VI |
| 1459       | Базель, Швейцарія                      | Заснований у зв'язку з Базельським собором; папська булла папи Пія II за 12 листопада 1459 року, відкриття 4 квітня 1460 року. |
| 1459       | Інгольштадт, Німеччина                 | Заснований герцогом Людвигом Багатим за буллою Папи Римського Пія II, через труднощі фінансування відкрито лише в 1472, в 1800—1826 університет переїхав до Ландсгута, з 1826 переїхав до Мюнхена, де він існує, як Мюнхенський університет               |
| 1460       | Нант, Франція                          | Заснований герцог Франциск II Бретонський; булла папи Папа Пій II |
| 1464       | Бурж, Франція                          | Заснований Людовіком Розумним |
| 1465       | Братислава, Словаччина                 | Ліквідація наприкінці 15-го століття |
| 1470       | Венеція, Італія                        | Медичний коледж з правом надання докторського ступеня. |
| 1471       | Генуя, Італія                          | Відкриття 1513 |
| 1473       | Трір, Німеччина                        | Заснований містом Трір з ініціативи архієпископа Тріра Якоба I; Булла Папи Миколая V, розформовано в 1970 році |
| 1474       | Сарагоса, Іспанія                      | Заснований королем Фердинандом I Сицилії; Булла Папи Римського Сікста IV |
| 1475       | Копенгаген, Данія                      | Заснований Крістіаном I за буллою папи Сікста IV |
| 1476       | Майнц, Німеччина                       | Заснований архієпископом Майнца, курфюрстом та рейхсканцлером Адольфом II |
| 1477       | Тюбінген, Німеччина                    | Заснований за Еберхарда I зза буллою папи Сікста IV |
| 1477       | Уппсала, Швеція                        | За архієпископа Джеймс Улвсонна і регента Стена Старшого |
| 1483       | Пальма-де-Майорка, Іспанія             | |
| 1489       | Сігуенса, Іспанія                      | За Папською буллою Сікста IV, у 1483 — коледж, а з 1489 — університет, 1837 — закрито. |
| 1495       | Абердин, Шотландія                     | Спершу — Фонд, потім Королівський коледж, у 1593 році — Маршальський коледж, об'єднання з іншим навчальним закладом в 1860 |
| 1498       | Віадріна Франкфурт-на-Одері, Німеччина | Відкриття у 1506, 1811 закрито, нове заснування в 1992 році |
| 1499       | Алькала, Іспанія                       | Сьогодні Університет Комплутенсе в Мадриді |
| 1500       | Валенсія, Іспанія                      | Заснований Папою Александр VI та королем Фердинандом II; попередній заклад існував з 1416 до 1498 року. |

## 16 століття
| Заснований | Університет                             | Історія |
| 1502       | Віттенберг, Німеччина                   | Заснований Фрідріхом III в Саксонії ; тут викладав Мартін Лютер (призначений 1508), найважливіший навчальний заклад часів Реформації; закрито в 1813 р. об'єднався в 1817 році з університетом Заале |
| 1505       | Севілья, Іспанія                        | заснований за Папською буллою папи Юлія II |
| 1521       | Толедо, Іспанія                         | |
| 1526       | Сантьяго-де-Компостела, Іспанія         | заснований за Папською буллою Климента VII ; академічної школи з 1495, визнання у 1504 році Юлієм II |
| 1527       | Марбург, Німеччина                      | заснований ландграфом Філіпом Великодушним як протестантський коледж, з 1541 року — університетський привілей імператора Карла V |
| 1531       | Гранада, Іспанія                        | Заснований з ініціативи імператора Карла V за папською буллою папи Климента VIII; продовження традицій арабського університету Ла Мадраса |
| 1534       | Саагун, Іспанія                         | |
| 1538       | Санто-Домінго, Домініканська Республіка | Перший університет в Америці, з 1518 — школа студій генераліс Домініканського ордену, з 1538 -університет за папською буллою Павла III, підтверджено імператорським указом в 1558 році Карл V, у 1823 році закрито. |
| 1539       | Нім, Франція                            | гугенотський університет |
| 1540       | Мачерата, Італія                        | заснований за папською буллою папи Павла III. |
| 1540       | Оньяте, Іспанія                         | заснований в Ернані, в 1548 році переїхав до Оньяте, у 1901 році закритий. |
| 1542       | Баеза, Іспанія                          | |
| 1542       | Турнон, Іспанія                         | |
| 1544       | Кенігсберг, Німеччина                   | заснований герцогом Альбрехтом I Бранденбург-Ансбах як лютеранський університет |
| 1547       | Гандіа, Іспанія                         | у 1772 році в результаті розпуску єзуїтського ордену закрито |
| 1548       | Реймс, Франція                          | засновано на пропозицію кардинала Лотарингії, з якою той звернувся до Папи Павла III. У 1793 розпущено; нове заснування в 1971 році. |
| 1548       | Мессіна, Італія                         | з 13 століття — школа права |
| 1548/49    | Осуна, Іспанія                          | |
| 1550       | Альмагро, Іспанія                       | |
| 1551       | Ліма, Перу                              | Найстарший університету в Перу |
| 1551       | Тортоса, Іспанія                        | |
| 1552       | Оріуела, Іспанія                        | |
| 1553       | Мехіко, Мексика                         | найстаріший університет в Мексики; закритий в 1865 році, нове заснування в 1910 році. |
| 1553       | Діллінген& Німеччина                    | 1549 року було засновано «Колегіум Святого Ієроніма» на кардинал Отто розпорядник Уолдберг і зібрав у 1551 році Юлій III До університету, привілей імператора Карла V 1553 |
| 1555       | Бург-де-Осма, Іспанія                   | |
| 1555       | Евора, Португалія                       | Заснований кардинала Генріха I, папська булла Папи Павли IV |
| 1556       | Мілан, Італія                           | нове заснування в 1923 році |
| 1558       | Єна, Німеччина                          | 1547 року заснований як школа курфюрста Йоганн Фрідріха Саксонського, привілей імператорського університету Фердинанда I |
| 1559       | Ніцца, Франція                          | |
| 1559/60    | Дуе, Іспанія                            | Заснований Філіпом II Іспанським, папська булла папи Павла IV, 1560 року папа Пій IV підтвердив статус. |
| 1559       | Женева, Швейцарія                       | заснований Кальвіном |
| 1560       | Мондові, Італія                         | |
| 1562       | Анкона, Італія                          | |
| 1565       | Естелла, Іспанія                        | |
| 1568       | Браунсберг, Польща                      | |
| 1572       | Понт-а-Муссон, Франція                  | |
| 1573       | Оломоуц, Чехія                          | заснований в 1566 як семінарія єзуїтів |
| 1574       | Ов'єдо, Іспанія                         | |
| 1575/76    | Гельмштедт, Німеччина                   | Перший протестантський університет в північній Німеччині, заснований князем Юлієм Брауншвейг-Люнебурзьким, закрито в 1810 |
| 1575       | Лейден, Нідерланди                      | найстарший університет в Нідерландах, заснований Вільямом I |
| 1576       | Острог, Україна                         | заснова в 1576 р. князем Василем-Костянтином Острозьким як Острозька слов'яно-греко-латинська школа. Це був перший учбовий заклад у Східній Європі p. з часів Київської Русі. Внаслідок полонізації її фундаторів князів Острозьких та Заславських і відкриття єзуїтської колегії, академія занепала і була закрита в 1636 р. В 1994 р. був заснований Острозький колегіум, який мав продовжувати історію і традиції давнього учбового закладу. В 2000 р. Острозька академія отримала статус національного університету. Нині другий найдавніший учбовий заклад на теренах сучасної України. |
| 1576       | Авіла, Іспанія                          | |
| 1578       | Палермо, Італія                         | з 1498 року — школа медицини й права; закритий в 1767, у 1806 нове заснування |
| 1578/79    | Вільнюс, Литва                          | найстарший балтійський університет заснований в 1568—1570 рр. як єзуїтська академія. В 1832 р. був закритий, а на його базі були засновані медико-хірургічна академія (нині Національний медичний університет імені О. О. Богомольця) та духовна семінарія (нині Люблінський католицький університет Івана Павла II). В 1919 р. був відновлений як Університет Стефана Баторія, і в 1939 р. перевідкритий під сучасною назвою. |
| 1582/83    | Единбург, Шотландія                     | заснований Яковом I. Без папської булли. |
| 1583       | Ортес, Іспанія                          | |
| 1585       | Фермо, Італія                           | |
| 1585       | Франекер, Нідерланди                    | другий найстаріший університет в Нідерландах, заснований у Фрисландії, закритий в 1811 році французами. |
| 1585/86    | Грац, Австрія                           | заснований ерцгерцогом Карлом II (ерцгерцогом Австрії) і переданий єзуїтам |
| 1587       | Ескоріал, Іспанія                       | |
| 1592       | Дублін, Ірландія                        | заснований як Триніті-коледж |
| 1592       | Мальта, Мальта                          | заснований як колегія єзуїтів, державний університет з 1769 року. |
| 1594       | Замосць, Польща                         | |
| 1595       | Себу, Філіппіни                         | найстаріший університет на Філіппінах |
| 1596/1604  | Сомюр, Франція                          | |
| 1599/1602  | Седан, Франція                          | |
| 1598       | Монтобан, Франція                       | |
| 1599       | Віч, Іспанія                            | |

## 17 століття
| Заснований | Університет            | Історія |
| 1601       | Ді, Франція            | |
| 1606       | Кальярі, Італія        | |
| 1607       | Гіссен, Німеччина      | Заснований в 1607 році ландграфом Людвігом V як Гіссенська Академія. |
| 1611       | Маніла, Філіппіни      | |
| 1612/14    | Гронінген, Нідерланди  | Заснований Уббо Еміусом. |
| 1614       | Падерборн, Німеччина   | Заснований Дітріхом IV, повторне заснування в1972 році. |
| 1614       | Солсона, Іспанія       | |
| 1617       | Мольсгайм, Франція     | |
| 1617       | Сассарі, Італія        | заснований комерсантом Алессіо Фонтаною, спершу фінансувався єзуїтами. |
| 1619       | Кордова, Аргентина     | найстаріший університет в Аргентина |
| 1619       | Памплона, Колумбія     | |
| 1620       | Рітельн, Німеччина     | Перший лютеранський університет на північному заході Німеччини |
| 1621/85    | Страсбург, Франція     | постав з протестантської гімназії, заснованої Йоганнесом Штурмом в 1538 році; в 1556 році гімназію переведено в ранг академії, з 1621 року — статус університету. |
| 1622       | Сантьяго-де-Чилі, Чилі | найстаріший університет в Чилі |
| 1620/25    | Зальцбург, Австрія     | заснований князем та архієпископом Зальцбурга. |
| 1623       | Альтдорф, Німеччина    | з 1575 року — Академія, з 1809 року закрито. |
| 1629       | Оснабрюк, Німеччина    | закрито в 1633 році, повторное заснування в 1974 році. |
| 1632       | Тарту, Естонія         | заснований королем Густавом II Адольфом, закритий у 1710 році, повторно заснований в 1802 році російським царем Олександром I як німецькомовний університет, з 1880 року — російськомовний. |
| 1632       | Київ, Україна          | Києво-Могилянська академія була утворена в 1659 р. на базі Києво-Могилянського колегіуму, який в свою чергу був заснований в 1632 р. на базі Київської братської та Лаврської шкіл. В 1817 р. її було закрито, а за два роки на її основі відкрили Київську духовну академію яка проіснувала до 1919 р. В 1991 р. розпорядженням голови Верховної Ради України давній учбовий заклад був відновлений як сучасний університет. |
| 1633       | Кассель, Німеччина     | з 1653 року переїхав до Марбурга, нове заснування в 1970 р. |
| 1635       | Трнава, Угорщина       | з 1777 року переїхав до Буди, сьогодні Будапештський університет. |
| 1636       | Утрехт, Нідерланди     | |
| 1636       | Гарвард, США           | Найстаріший університет в США. |
| 1640       | Турку, Фінляндія       | З 1827 року переїхав до Гельсінкі. |
| 1640       | Хардервейк, Нідерланди | У 1811 році закрито. |
| 1647       | Бамберг, Німеччина     | в 1803 закрито в процесі секуляризації; відновлення в 1972 році. |
| 1653       | Богота, Колумбія       | найстаріший університет в Колумбії |
| 1654       | Дуйсбург, Німеччина    | заснований курфюрстом Фрідріхом Вільгельмом Бранденбурзьким, закритий в 1818; повторно заснований в 1972 році. |
| 1655       | Неймеген, Нідерланди   | 1923 року повторне заснування католицького університету |
| 1657       | Кошице, Словаччина     | заснований імператором Леопольдом I. |
| 1661       | Львів, Україна         | Другий найстаріший безперервно діючий університет в Україні. |
| 1663       | Лаваль, Канада         | найстаріший університет в Канаді |
| 1665       | Кіль, Німеччина        | заснований герцогом Крістіаном Альбрехтом Гольштейн-Готторпським |
| 1666/68    | Лунд, Швеція           | з 1425 року заснований як школа з Studium Generale |
| 1668       | Інсбрук, Австрія       | заснований імператором Леопольдом I. |
| 1669       | Загреб, Хорватія       | найстаріший університет у Хорватії. |
| 1671       | Монбельяр, Франція     | |
| 1671       | Урбіно, Італія         | |
| 1674       | Лінц, Австрія          | повторне заснування в1966 році, з 1975 року повернення статусу університету. |
| 1676       | Гватемала, Гватемала   | найстаріший університет в Центральній Америці: заснований Домініканським орденом, з 1562 тут був вже заснований коледж (Колегія Універсітаріо де Санто-Томас), з кафедрами філософії, права і теології. |
| 1691       | Безансон, Франція      | |
| 1693       | Галле, Німеччина       | Заснований Фрідріхом III Бранденбурзьким |
| 1693       | Вільямсбург, США       | Коледж Вільяма та Мері. |